# جد بروفی
جد بروفی (انگلیسی: Jed Brophy؛ زادهٔ ۱۹۶۳ (۶۱–۶۲ سال)) یک هنرپیشه اهل نیوزیلند است. وی از سال ۱۹۹۲ میلادی تاکنون مشغول فعالیت بوده‌است.
از فیلم‌ها یا برنامه‌های تلویزیونی که وی در آن نقش داشته است می‌توان به هابیت: یک سفر غیرمنتظره، کینگ کونگ، منطقه ۹، موجودات آسمانی، هابیت: برهوت اسماگ، مخ‌تعطیل، هابیت: نبرد پنج سپاه، رسم سلحشور، غریبه‌های تمام‌عیار و آخرین خال‌کوبی اشاره کرد.